# George King
George King, född 12 april 1840 i Peterhead, Skottland, död 12 februari 1909 i San Remo, Italien, var en brittisk (skotsk) botaniker.
King blev den förste brittiske superintendenten vid Acharya Jagadish Chandra Bose Indian Botanic Garden 1871 och den förste direktören för Botanical Survey of India 1890. Han tilldelades Linnean Medal 1901.
Auktorsnamnet King kan användas för George King i samband med ett vetenskapligt namn inom botaniken; se Wikipediaartiklar som länkar till auktorsnamnet.